# راج ان. سیپی
راج ان. سیپی (انگلیسی: Raj N. Sippy؛ زادهٔ ۶ مارس ۱۹۴۸ ‏(۷۷ سال)) کارگردان فیلم اهل هند است.

## فیلم‌شناسی
- 2008 Jimmy
- 2001 Zahreela
- ۱۹۹۸ طبیعت
- ۱۹۹۸ ۲۰۰۱: دو هزار یک
- 1997 Koi Kisise Kum Nahin
- ۱۹۹۵ مسبب
- 1995 Nishana
- ۱۹۹۴ آس بر آس
- 1994 Amaanat
- 1993 Pardesi
- ۱۹۹۲ آقای باند
- ۱۹۹۱ سوگند
- ۱۹۹۱ قربانی خودش را نشان می‌دهد
- ۱۹۹۰ افسر پلیس
- ۱۹۹۰ کالی گنگا
- ۱۹۸۹ شهزاده
- 1989 Mahaadev
- 1987 Satyamev Jayate
- ۱۹۸۷ آهن
- ۱۹۸۶ جوا
- ۱۹۸۵ ستمگر
- ۱۹۸۵ عدالت شیوا
- ۱۹۸۴ داخل و خارج
- ۱۹۸۴ بازی
- ۱۹۸۴ بوکسور
- 1983 Qayamat
- ۱۹۸۲ هفت با هفت
- ۱۹۷۷ انکار